# Sven Otto Nilsson
Sven Otto Nilsson (26 de febrer de 1879 - 10 de novembre, 1960) fou un llançador de javelina suec.
Participà en els Jocs Olímpics de 1908 i 1912. A Londres 1908 guanyà la medalla de bronze en llançament de javelina. En aquests Jocs també participà en les proves de llançament de javelina estil lliure i llançament de disc (en ambdues proves el resultat és desconegut).
Als Jocs d'Estocolm 1912 fou vuitè en llançament de javelina a dues mans, desè en llançament de javelina i abandonà en el llançament de disc.